# Virgil (Vorname)
Virgil ist ein englischer und rumänischer männlicher Vorname, der auf Vergilius, einen römischen Familiennamen unbekannter Bedeutung, zurückgeht. Die italienische und spanische Form des Namens ist Virgilio.

## Namensträger

### Vorname
- Virgil Abloh (1980–2021), US-amerikanischer Mode- und Möbeldesigner
- Virgil Bălan (1937–2008), rumänischer Tischtennistrainer
- Virgil Bercea (* 1957), rumänisch griechisch-katholischer Bischof von Großwardein
- Virgil Boekelheide (1919–2003), US-amerikanischer Chemiker und Hochschullehrer
- Virgil Browne (1877–1979), US-amerikanischer Unternehmer sowie Erfinder
- Virgil Chapman (1895–1951), US-amerikanischer Politiker
- Virgil van Dijk (* 1991), niederländischer Fußballspieler
- Virgil Donati (* 1958), US-amerikanischer Schlagzeuger
- Virgil Earp (1843–1905), US-amerikanischer Deputy Marshal
- Virgil Max Exner (1909–1973), US-amerikanischer Automobildesigner
- Virgil Finlay (1914–1971), US-amerikanischer Fantasy- und Science-Fiction-Buchillustrator und Künstler
- Virgil Fox (1912–1980), US-amerikanischer Organist
- Virgil Goode (* 1946), US-amerikanischer Politiker
- Virgil Gonsalves (1931–2008), US-amerikanischer Jazz-Saxophonist
- Virgil Griffith (* 1983), US-amerikanischer Hacker
- Virgil Grissom (1926–1967), US-amerikanischer Astronaut
- Virgil von Helmreichen zu Brunnfeld (1805–1852), österreichischer Forscher und Entdecker
- Virgil Hill (* 1964), US-amerikanischer Profiboxer
- Virgil Jones (1939–2012), US-amerikanischer Jazzmusiker
- Virgil Markham (1899–1973), US-amerikanischer Autor
- Virgil Miller (1887–1974), US-amerikanischer Kameramann
- Virgil Neagoe (* 1970), rumänischer Skispringer
- Virgil Nestorescu (1929–2018), rumänischer Schachkomponist
- Virgil D. Parris (1807–1874), US-amerikanischer Politiker
- Virgil Percec (* 1946), US-amerikanisch-rumänischer Chemiker
- Virgil Rainer (1871–1948), österreichischer Bildhauer
- Virgil Runnels III (* 1969), US-amerikanischer Wrestler
- Virgil Săhleanu (1946–2000), rumänischer Metallarbeiter und Gewerkschaftsaktivist
- Virgil Soeroredjo (* 1985), surinamischer Badmintonspieler
- Virgil Solis (1514–1562), deutscher Zeichner und Kupferstecher
- Virgil Thomson (1896–1989), US-amerikanischer Komponist
- Virgil Vries (* 1991), namibischer Fußballspieler
- Virgil Widrich (* 1967), österreichischer Regisseur, Drehbuchautor, Filmemacher und Multimedia-Künstler

### Mittelname
- Constantin Virgil Gheorghiu (1916–1992), rumänischer Schriftsteller
- Louis Virgil Hamman (1877–1946), US-amerikanischer Internist